# 山崎行太郎
山崎 行太郎（やまざき こうたろう、1947年1月26日 - ）は、日本の文芸評論家、ブロガー。東京工業大学、埼玉大学非常勤講師を経て、2016年時点では日本大学芸術学部非常勤講師。鹿児島県出身。

## 来歴・活動
慶應義塾大学文学部哲学科卒、同大学院修士課程修了。
大学院修了後より、友人・岳真也らと同人誌『蒼い共和国』を創刊し、その後身である『二十一世紀文学―されど文学、されど21』にも参加し、三田誠広・笹倉明と共に編集委員を務めている。その後、学部生時代より個人的に親交を深めていた江藤淳、柄谷行人などの影響を受けながら、『三田文学』に三島由紀夫や小林秀雄に関する論評を投稿し始める。これまで『海燕』、『すばる』、『文學界』、『群像』などの文芸誌や、『週刊読書人』、『図書新聞』などにも、文芸批評・随筆などを寄稿し、一時期、産経新聞でもコーナーコラム「斜断機」の執筆スタッフの一員として参加していた。文学者・批評家へのインタビュアーとして活動する傍ら、自ら座談会や対談にも参加している。
批評家としては小林、江藤、柄谷などを師と仰ぎつつ、「イデオロギー批評」や「芸術主義的テクスト論」などに対抗して、「イデオロギーから存在論へ」をモットーに「存在論的批評」を目指すと公言している。
1991年には、湾岸戦争への自衛隊派遣に抗議し、柄谷、中上健次、津島佑子、田中康夫らと共に『湾岸戦争に反対する文学者声明』に署名し、1995年11月には、憂国忌第25回での講演を機に、「憂国忌」発起人の一人となる。
大学非常勤講師や批評活動の傍ら「江古田哲学研究会」を主宰し、一般人向けに哲学関連の講義などを行っており、時に「哲学者」の肩書きを使用する。

### 問題となった発言
- 『週刊読書人』や『図書新聞』に寄稿していた時期に、絓秀実や渡部直己などと口論に至り、絓に対して学歴差別とも受け取れるような発言をした。その後、この言動については、絓本人から、渡部との対談内で「今の文学界が学閥的なものでなくなっていることをまるで認識できていない」と批判されている[5]。
- 自身が執筆を担当した分の「斜断機」の記事内で松本健一や大西巨人を挑発したこともあり、特に大西との一件では、長男・赤人からもこの時の山崎の発言内容を自身の公式サイトにて非難されている[6][7]。
- 2007年11月、「沖縄集団自決裁判」関連では、大江健三郎の『沖縄ノート』の内容を擁護する立場から、『ある神話の背景』において曽野綾子が『沖縄ノート』の「罪の巨塊」を「罪の巨魂（魁）」と誤記・誤読したことが原因であるとして、曽野や小林よしのりを批判した[8] が、この山崎の発言に対して、曽野とも対談したことのある池田信夫が、曽野のいうキョカイを巨魁と誤表記したのは単なる編集者側のミスであり、曽野本人のミスではないと主張し、「著書といえば自費出版しかないような自称評論家は対談もしたことがないのか」と反論[9]、その後、山崎も自らのブログ記事で池田に再反論し、「君の日本語は大丈夫か（笑）？」と揶揄した。実際に、上記『SAPIO』2007年11月28日号では曽野は「人を罪のキョカイだと思ったことはない。罪のキョカイという人がいるのなら絶対見に行かなきゃいけないと思った」と述べており、また、この当時の産経新聞のオピニオン欄でも曽野は、私はこれまで罪のキョカイだと思える人物に会ったことがなかった、それほど悪い人がいるなら会っておきたいと思った、たとえは悪いが、サーカスの呼び込み屋が人魚がいるよと言うのを聞いて人魚を見に行くようなもの、と述べており、少なくともこの時点まではキョカイを（字としては、巨塊であろうが巨魂であろうが）明らかに巨魁という意味で曽野は使っていたと思われる。この問題をめぐっては、山崎は佐藤優とも対談を行っている[10]。
- 2009年頃に「山崎の公式ブログのコメント欄に事実誤認に基づく中傷発言がある」として、仲正昌樹から直接メールやブログのコメント欄に抗議が寄せられた[11] が、山崎は、この事実誤認している部分に関係しているとされる仲正自身の発言やネット上での投稿発言を寄せ集めた上で、仲正を揶揄する記事を連投したが、最終的に仲正本人や、その勤務先である金沢大学から苦情が相次いだため、一部の記述を修正するに至った[12]。
- 小保方晴子によるSTAP細胞論文をめぐる騒動では、一貫して小保方を擁護している[13]。しかし、この問題をめぐる論争の過程で、小保方を批判する一人である片瀬久美子への攻撃的な言動に対し、片瀬の代理人弁護士からの警告が出たことにより、2016年に公式ブログにて謝罪文を掲載した[14][15]

## 人物
- 1995年のWindows 95発売辺りからネット言論活動を始め、自己のブログである『毒蛇山荘日記』を継続的に更新し、文芸関連に加えて政治や時事問題を扱っているが、2016年、上記の片瀬との一件を機に、「不穏当な書き込みが多々あったこと」を理由に「反省と自粛、謝罪の意味を込めて」、これまでのブログ記事を非公開とし、ブログを移転した[16]。
- 思想面では保守反動を自称する一方、自由民主党所属時から現在まで一貫して小沢一郎への支持を公表しており、「小沢一郎議員を支援する会」にも度々出席しては講演を行っている。自著『それでも私は小沢一郎を断固支持する』でも小沢への敬意を述べ、小沢が政治資金問題をめぐって裁判を受けた際にも、「小沢一郎潰し」と「民主党政権潰し」を狙った日米合作による不当な政治某略裁判だと批判した。小沢の他にも、志位和夫、ドナルド・トランプ、桜井誠、マリーヌ・ル・ペン、今村雅弘、上西小百合などを高く評価する一方、安倍晋三、野田佳彦、岡田克也、菅直人、鳩山由紀夫、藤井裕久、辻元清美、蓮舫、小池百合子などを痛烈に批判している。
- 私生活では2男の父親である[17]。
- 櫻井よしこなどを批判しており、週刊金曜日に櫻井の批判記事を寄稿し、さらに「大年増の厚化粧=櫻井よしこの正体」とTwitterアカウントで宣伝している[18]。

## 著作

### 単著
- 『小林秀雄とベルクソン――「感想」を読む』彩流社、1991年、増補版1997年
- 『小説三島由紀夫事件』四谷ラウンド、2000年
- 『それでも私は小沢一郎を断固支持する』総和社、2012年
- 『保守論壇亡国論』ケイアンドケイプレス、2013年
- 『ネット右翼亡国論』メディアバル、2017年

### 共著
- 『最高裁の罠』志岐武彦共著、ケイアンドケイプレス、2012年
- 『曽野綾子大批判 : そこんとこキッチリ話そうよ!』佐高信共著、ケイアンドケイプレス、2014年